# Březen 2024
Toto je archivovaný článek z portálu Aktuality.
2. března – sobota
 Americké letectvo zahájilo shozy humanitární pomoci do válkou zničeného Pásma Gazy. 
7. března – čtvrtek
 Švédsko se stalo 32. členem Severoatlantické aliance. 
9. března – sobota
 Krystyna Pyszková zvítězila v soutěži krásy Miss World v indické Bombaji. 
 Česká filmová a televizní akademie na slavnostním ceremoniálu Českého lva 2023 předala ceny. Nejlepším celovečerním filmem se stal Bratři. 
 Hana Moučková, starostka České obce sokolské, rezignovala na svou funkci. 
10. března – neděle
 Na 96. ročníku udílení Oscarů se nejlepším filmem stal Oppenheimer, za nejlepší herecké výkony byli oceněni Cillian Murphy a Emma Stoneová. 
11. března – pondělí
 V parlamentních volbách v Portugalsku zvítězila středopravá Demokratická aliance. 
 Haitský premiér Ariel Henry po vzpouře gangů rezignoval na svou funkci. 
12. března – úterý
 Prezident České republiky Petr Pavel propůjčil řád Tomáše Garrigua Masaryka bývalému americkému prezidentovi Billu Clintonovi. 
 V Ivanovské oblasti severovýchodně od Moskvy se zřítil Il-76 ruského vojenského letectva. Zahynulo všech patnáct osob na palubě. 
14. března – čtvrtek
 Společnost SpaceX poprvé úspěšně poslala svůj nejtěžší a nejsilnější nosič Starship do vesmírného prostoru. Jeho návrat na Zemi se však nezdařil. 
 Angolské úřady oznámily smrt padesáti lidí, kteří zemřeli po požití lektvaru, jenž měl prokázat čarodějnictví. 
16. března – sobota
 Humanitární organizace World Central Kitchen doručila lodí do Pásma Gazy první dodávku 200 tun potravin ve snaze odvrátit hrozící hladomor v severní části území. 
17. března – neděle
 Vladimir Putin byl opětovně zvolen ruským prezidentem. Volby provázely výrazné protesty opozice. 
20. března – středa
 Leo Varadkar, irský taoiseach, ze strany Fine Gael rezignoval na svou funkci. 
 Vietnamský prezident Vo Van Thuong podal rezignaci. 
 Na Slovensku byl zrušen Úřad speciální prokuratury. 
21. března – čtvrtek
 Evropská unie zahájila přístupová jednání s Bosnou a Hercegovinou. 
 Jan Krkoška v důsledku odsouzení za účast na organizované zločinecké skupině rezignoval na svou funkci hejtmana Moravskoslezského kraje, vzdal se místa krajského zastupitele a odejde z hnutí ANO. 
22. března – pátek
 Catherine, princezna z Walesu oznámila, že ji byla diagnostikována rakovina a podstupuje léčbu chemoterapií. 
 Nejméně 133 lidí zahynulo při teroristickém útoku na koncertní síň v Krasnogorsku, k útoku se přihlásil Islámský stát Chorásán. 
23. března – sobota
 V prvním kole slovenských prezidentských voleb uspěli Ivan Korčok (42,5 % hlasů) a Peter Pellegrini (37 % hlasů), oba postupují do druhého kola. 
25. března – pondělí
 Opoziční kandidát Bassirou Diomaye Faye byl zvolen novým prezidentem Senegalu. 
 Rada bezpečnosti OSN schválila za podpory většiny členů rezoluci požadující „okamžité příměří“ do konce měsíce ramadánu, propuštění rukojmí a umožnění přístupu k humanitární pomoci v Pásmu Gazy. 
26. března – úterý
 V Baltimoru se zřítil dálniční most Francise Scotta Keye poté, co do něj narazila nákladní loď MV Dali. 
27. března – středa
 Vláda České republiky, na základě informací BIS, zařadila na sankční seznam ukrajinského politika Viktora Medvedčuka, který působil jako vlivový agent. 
28. března – čtvrtek
 Sam Bankman-Fried, zakladatel kryptoměnové burzy FTX, byl soudem v New Yorku odsouzen k 25 letům odnětí svobody. 
29. března – pátek
 SOHR: Při útoku izraelského letectva na Mezinárodní letiště v Aleppu bylo zabito 44 lidí, z toho 36 syrských vojáků a šest příslušníků hnutí Hizballáh. 
30. března – sobota
 Ceny Anděl získali zpěvák David Koller, zpěvačka Pam Rabbit a kapela J.A.R. Objevem roku byla vyhlášena Tereza Balonová a do síně slávy byl uveden Jiří Korn. 
 ČHMÚ vyhlásil na většině území Česka smogovou situaci, která byla neobvykle způsobena saharským prachem. 
31. března – neděle
 Bulharsko a Rumunsko se staly součástí schengenského prostoru. 